# 5624 (année hébraïque)
5624 (hébreu : ה'תרכ"ד , abbr. : תרכ"ד) est une année hébraïque qui a commencé à la veille au soir du 14 septembre 1863 et s'est finie le 30 septembre 1864. Cette année a compté 383 jours. Ce fut une année embolismique dans le cycle métonique, avec deux mois de Adar - Adar I et Adar II. Ce fut la troisième année depuis la dernière année de chemitta.

## Calendrier
Ce calendrier hébraïque de l'année 5624 donne les correspondances avec les dates du calendrier grégorien.
Le premier nombre dans chaque case correspond au jour du mois hébraïque. Les jours en couleurs sont des jours remarquables juifs .
| ◄◄ | 5624 | ►► |

## Naissances
- Israel Zangwill
- Nathan Birnbaum

## Décès
5619 - 5620 - 5621 - 5622 - 5623 - 5624 - 5625 - 5626 - 5627 - 5628 - 5629